# Rasbora philippina
 Rasbora philippina és una espècie de peix cipriniforme de la família dels ciprínids que es troba a Mindanao (Filipines).